# Paul McCoy
Paul McCoy (Florence, 7 de Setembro de 1981) é um cantor e compositor estadunidense, fundador e membro da banda de post-grunge 12 Stones.

## Biografia
McCoy nasceu no dia 7 de setembro de 1981, em Florence, no subúrbio de Jackson (Mississipi). Ainda criança, mudou-se com a família para o estado da Luisiana, estabelecendo-se em Mandeville. 
Ao crescer, McCoy enfrentou 15 cirurgias em um de seus ouvidos do qual ele é surdo. Como consequência, ele sempre precisou utilizar aparelhos de audição, o que o tornou um alvo fácil para o bullying. Também chegou a ser considerado aluno talentoso por seu rápido aprendizado.
No ano de 2001, a cerca de 15 meses antes de concluir seus estudos em Fontainebleau High School, assinou contrato com sua banda, 12 Stones, na Wind-Up Records, onde gravaram no mesmo ano, o álbum homônimo de estreia.
McCoy se casou em 2004, e no ano seguinte foi pai de sua primeira filha.[carece de fontes]

## Vida musical
McCoy nunca teve nenhum treinamento musical. Seu primeiro instrumento foi uma guitarra que ganhou de seu pai em uma loja de penhores quando tinha 12 anos, como presente de Natal. Mais tarde, participou em bandas da igreja, onde cantava e tocava guitarra rítmica. A partir daí, iniciou as primeiras composições, baseadas principalmente em suas experiências de vida e nas de seus amigos.
Ele ganhou destaque ao participar do single "Bring Me to Life" de Evanescence. Em uma entrevista para uma revista, Chester Bennington, do Linkin Park, revelou que inicialmente Mike Shinoda foi convidado a participar da música, mas recusou o trabalho. Em 2004, McCoy e os membros do Evanescence foram premiados com um Grammy por essa canção.

## Discografia

### Com 12 Stones

#### Álbuns de estúdio
- 12 Stones (2002)
- Potter's Field (2004)
- Anthem for the Underdog (2007)
- Beneath the Scars (2012)
- Picture Perfect (2017)

#### EP's
- The Only Easy Day Was Yesterday (2010)
- Smoke And Mirrors Volume 1 (2020)

#### Demos
- Unreleased (2000)

#### Singles
| Ano  | Música                    | Hot Mains. Rock Tracks | Álbum                           |
| ---- | ------------------------- | ---------------------- | ------------------------------- |
| 2002 | "Broken"                  | —                      | 12 Stones                       |
| 2002 | "The Way I Feel"          | —                      | 12 Stones                       |
| 2002 | "Crash"                   | —                      | 12 Stones                       |
| 2004 | "Far Away"                | 38                     | Potter's Field                  |
| 2004 | "Photograph"              | —                      | Potter's Field                  |
| 2007 | "Lie to Me"               | 24                     | Anthem for the Underdog         |
| 2008 | "Anthem for the Underdog" | 26                     | Anthem for the Underdog         |
| 2008 | "Adrenaline"              | 23                     | Anthem for the Underdog         |
| 2009 | "It Was You"              | —                      | Anthem for the Underdog         |
| 2010 | "We Are One"              | 30                     | The Only Easy Day Was Yesterday |
| 2010 | "Disappear"               | —                      | The Only Easy Day Was Yesterday |

### Solo
| Ano  | Música             | Billboard Hot 10 | Álbum  |
| ---- | ------------------ | ---------------- | ------ |
| 2003 | "Bring Me to Life" | 5                | Fallen |